# Клута

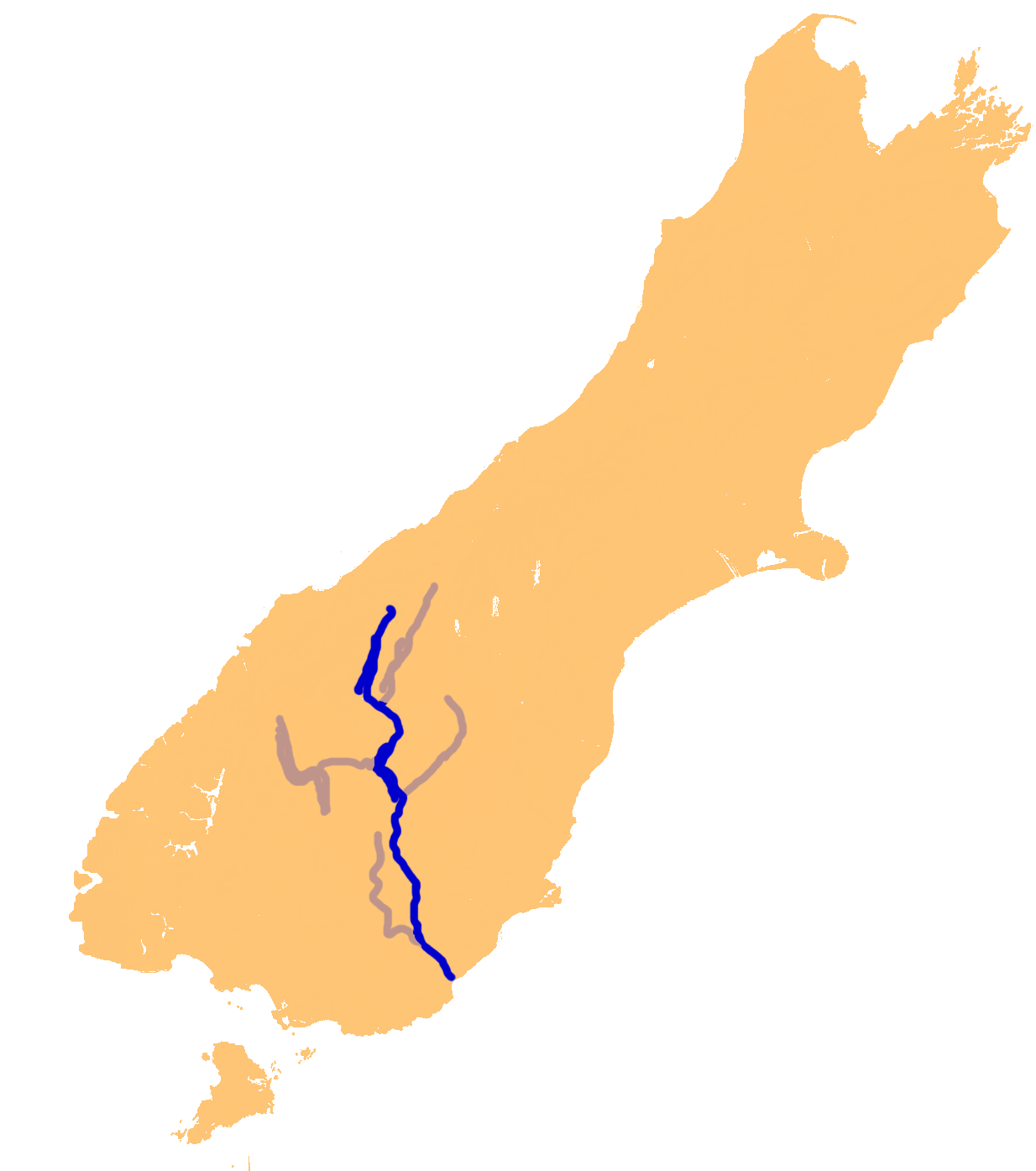

Клута (англ. Clutha River, маор. Mata-au, «поверхнева течія») — друга за довжиною річка Нової Зеландії, найдовша річка на Південному острові. Протікає в південно-східному напрямку протягом 338 км по території регіону Отаго, впадаючи за 75 км на північний захід від Данідіну в Тихий океан. Річка протікає по мальовничій місцевості й значною мірою відома завдяки своїй історії, пов'язаної з епохою золотої лихоманки.

## Географія

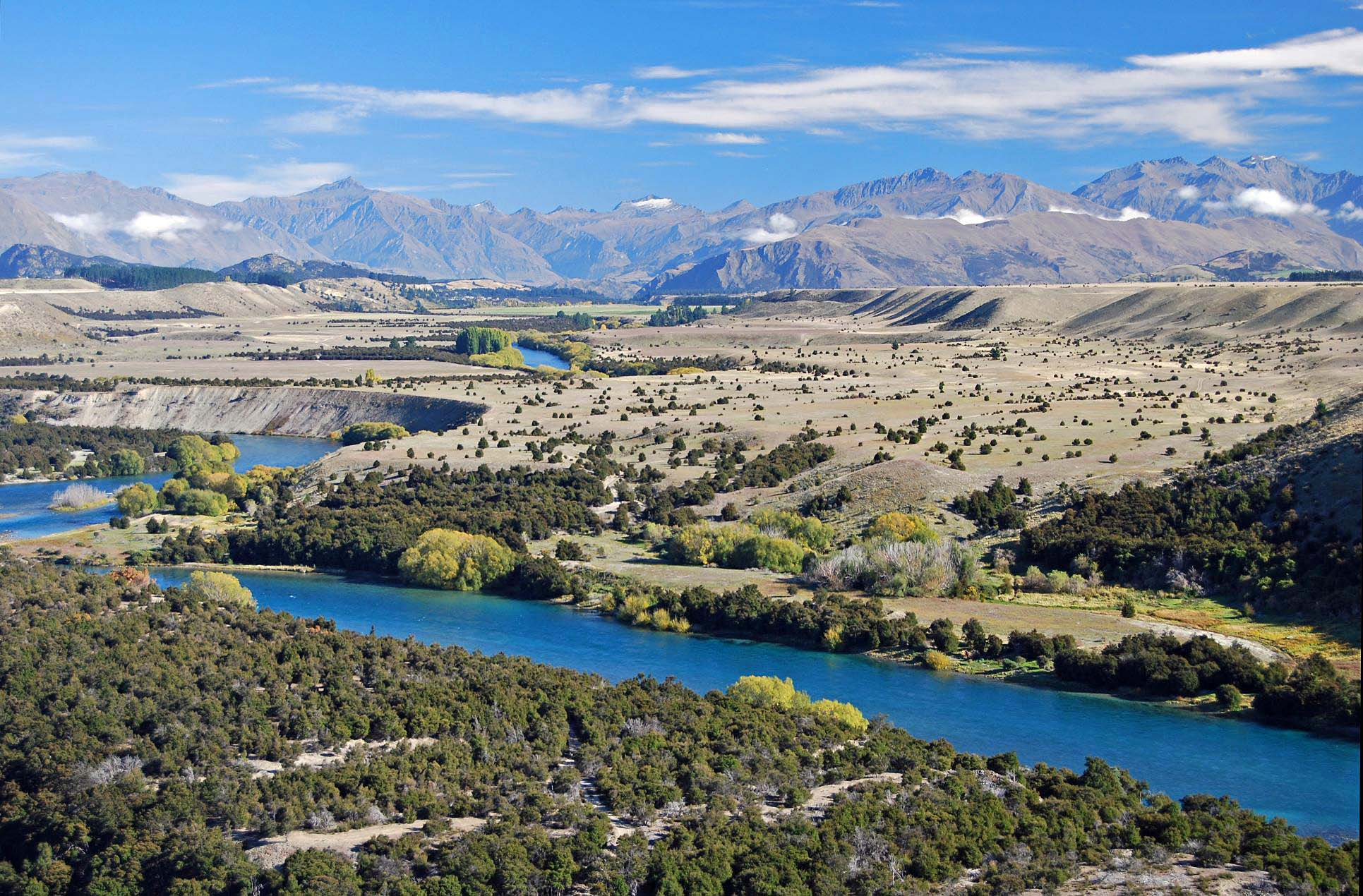
Річка у верхній течії.

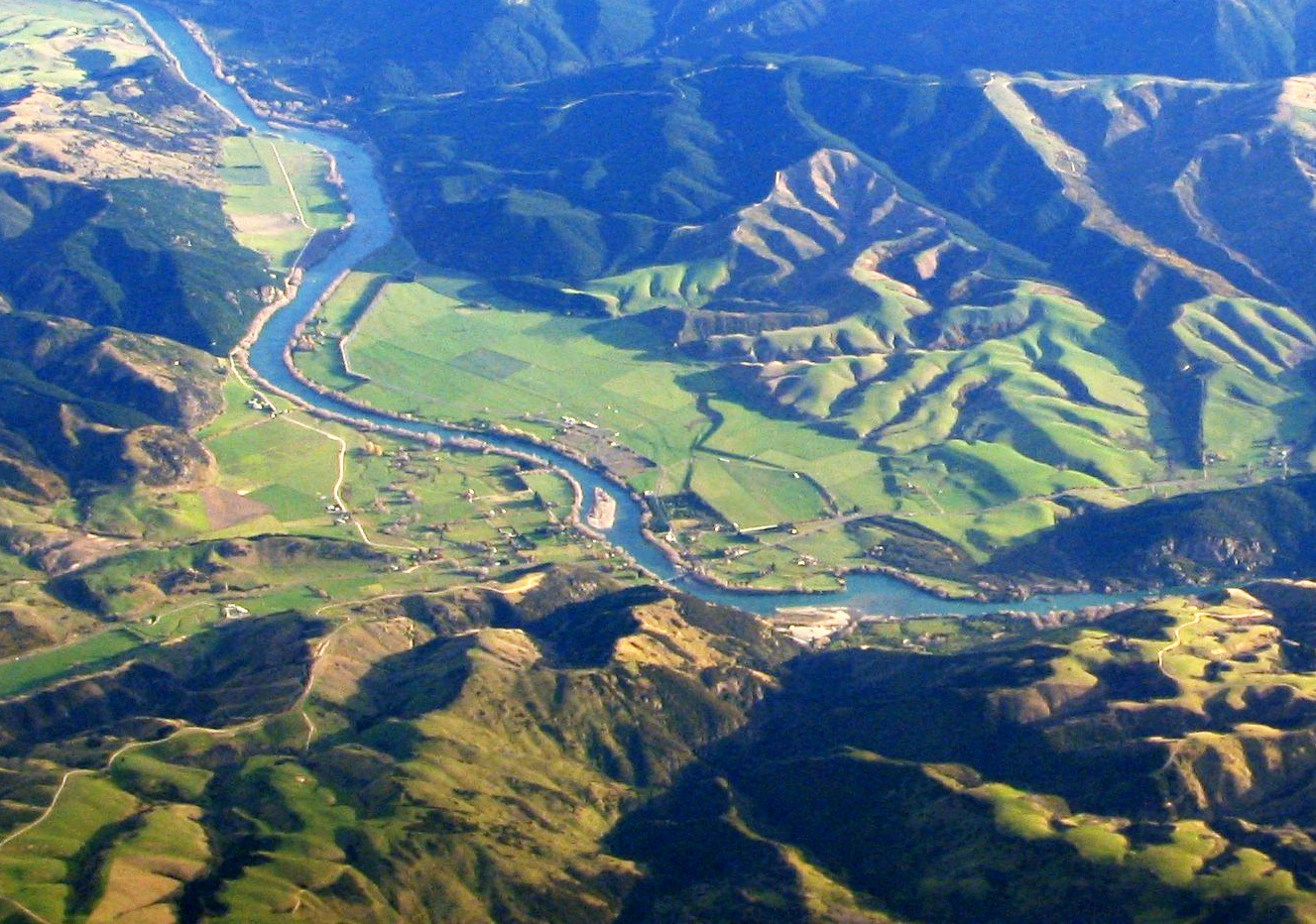
Вид на річку з повітря.

Витік Клутьє знаходиться недалеко від гірського проходу Хааст біля витоку річки Макарора, що впадає в північну частину озера Ванака. З південної частини озера, недалеко від міста Альберт, витікає річка Клута. Тут же в річку впадає її перший головна притока, річка Хавеа, яка, своєю чергою, бере початок з однойменного озера, а також річка Кардрона.
Згодом річка протікає по долині Верхньої Клутьи через стародавні льодовикові тераси, долаючи довгий відрізок, відомий під назвою «Снейк», після чого досягає «Притулку диявола» у містечка Лаггіт. У ущелини Маорі поблизу Квінсберрі річка звужується. За ущелиною в Клута впадає ще одна притока, річка Ліндіс, після чого вона продовжує текти в напрямку штучного озера Данстан, перед впаданням в яке берега Клути розширюються.
За 50 км на південь від озера Ванака річка досягає міста Кромвель, у якого в Клуту впадає річка Каварау, що випливає з озера Вакатіпу. Після цього Клута продовжує свою течію в південно-східному напрямку через ущелину Кромвель в напрямку міст Клайд і Алегзандра, у яких в неї впадає річка Манухерикіа. На південь від Алегзандрії берега Клути знову розширюються: тут знаходиться водосховище Роксбург, розташоване за однойменною дамбою, побудованою в 1956 році. Недалеко від Клути в цьому районі лежить місто Роксборо.
Звідси ріка продовжує свою течію в південно-східному напрямку, протікаючи через міста Етрик, Міллерс-Флат і Бомонт, а також ущелині Ронгахере, після якого в неї впадає річка  Туапека. Потім Клута тече в південному напрямку до місця впадання її останньої притоки, річки Помахака. Після цього річка протікає через місто Балклута і згодом утворює дельту з численними острівцями. Тут же Клута розділяється на дві частини: Матау і Коау, кожна з яких впадає в Тихий океан.
Середня витрата води в Клуті оцінюється в 614 м³/с, цифра, порівнянна з показниками дуже великих річок. Сильний потік води в сукупності з невеликими розмірами робить Клуту швидкоплинною.

## Історія
Річка була здавна відома місцевим жителям, племенам маорі, під назвою Мата-ау (маор. Mata-au, «поверхнева течія»). 
У ранні роки європейського дослідження Нової Зеландії на берегах річки знаходилося, щонайменше, одне маорійського поселення, в якому проживало 250-300 осіб.
Сучасна назва річки має шотландські коріння і походить від ґельської назви річки Клайд, що протікає через шотландське місто Глазго, - Cluaidh. Ця назва була вперше запропоновано для річки в 1846 році першими шотландськими поселенцями в Отаго.  Однак, в ранній колоніальний період Нової Зеландії Клута була відома під іншою назвою - Моліно (англ. Molyneux), ім'я, яке було дано річці китобоями та поселенцями Південного Отаго. Найчастіше стверджується, що ця назва річка отримала завдяки британському мандрівникові Джеймсу Куку, однак на ділі мореплавець ніколи не бачив річки. Він лише дав назву бухті Моліно, в яку впадає річка.  У перші роки європейської колонізації місцевості, по якій протікає річка, недалеко від гирла Клути були створені стоянки китобоїв, а китобійний промисел став основою місцевої економіки.

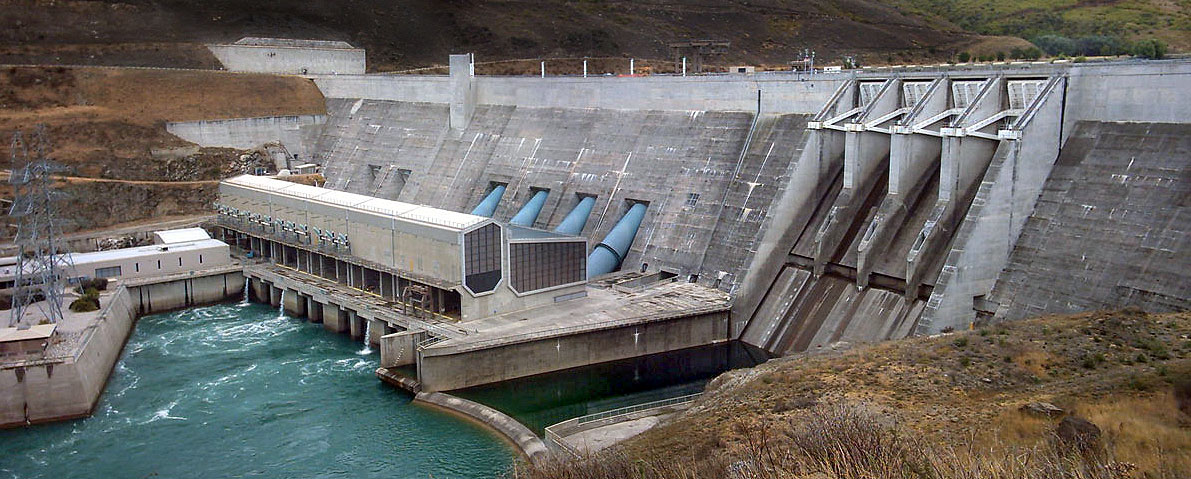
Гідроелектростанція на річці, запущена в 1992 році

Річка відігравала важливу роль в роки Отазької золотої лихоманки. Перші великі родовища  золота були виявлені в регіоні Отаго недалеко від річки Туапека в 1861 році, а в наступному році велика кількість дорогоцінного металу було виявлено недалеко від сучасного міста Кромвель. До Різдва 1861 року в районі річок Туапека та Ваїпорі працювало вже близько 14 тисяч золотошукачів. Однак золота лихоманка тривала недовго: велика частина алювіального золота була здобута вже до 1863 року, хоча число старателів продовжувала зростати, досягнувши до лютого 1864 року свого максимуму в 18 тисяч осіб.
В подальшому у сточищі Клута розгорнулась промислова розробка алювіальних покладів, під час якої широко використовувались земснаряди, центром будівництва яких став Данедін (створена тут драга "новозеландського типу" розповсюдилась далеко за межі острова).

## Економіка
У верхів'ях річки розвинене вівчарство, зернове господарство, садівництво, в районі дельти — овочівництво та молочне тваринництво.